# Туалет раны
Туалет раны — обязательный элемент обработки поверхности ранения, целью которого является очищение раны от грубых загрязнений, удаление фрагментов некротических образований, дезинфекция кожных покровов вокруг, промывание полости раны (раневого канала) антисептическими растворами, местное введение антибиотиков, дренирование раневого канала полихлорвиниловой трубкой, наложение асептической повязки и, при ранении нервных стволов, транспортная иммобилизация.
Туалет ожогов не отличается от туалета механических повреждений. В случае если травма — огнестрельное ранение, которое локализовано только в мягких тканях, то всё его лечение и ограничивается проведением туалета.